# ALCO 539T

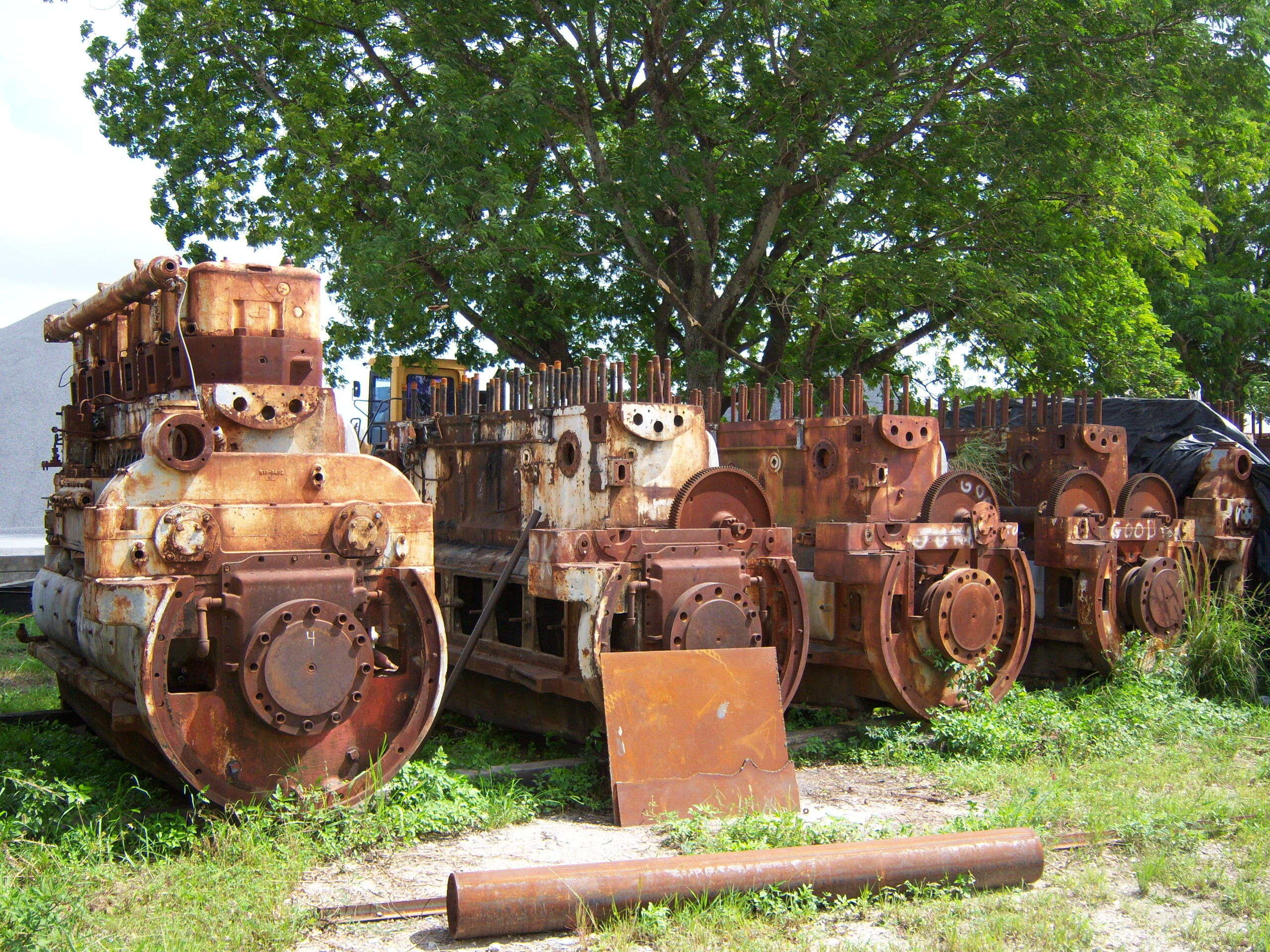
Дизели ALCO 539T со снятыми тяговыми генераторами (Орландо, штат Флорида)

ALCO 539T — рядный шестицилиндровый четырёхтактный локомотивный дизельный двигатель с водяным охлаждением, выпускавшийся американским заводом American Locomotive Company. Применялся преимущественно на железнодорожном транспорте, а также в стационарных силовых установках на насосных станциях, водных буксирах и экскаваторах.

## История
Дизель был разработан на базе модели 538 после ряда жалоб о том, что из-за высоких капотов у маневровых тепловозов производства ALCO был заметно снижен обзор. В то же время Baldwin и EMD поставляли тепловозы с низкими капотами, которые имели гораздо лучший обзор и потому составляли серьёзную конкуренцию. Модель 539 отличалась от 538 уплощённым основанием и изменением расположения монтажных выступов. Также претерпела изменения система маслоподачи. Всё это позволило снизить относительную высоту дизеля над рамой на 2 фута и 3 дюйма, то есть почти на 0,7 метра. В сентябре 1940 года ALCO выпустил первые тепловозы S-2, оборудованные дизелем 539T.
539T сохранил от предшественника основные параметры цилиндров: диаметр 12½ дюйма (317,5 мм) при ходе поршня 13 дюймов (330,2 мм), мощность варьировалась от 810 до 1000 л.с. (600—750 кВт). Также они имели воздуходувку системы Бюхи, выпускающуюся по лицензии фирмы Elliott Manufacturing Company из города Жаннет (штат Пенсильвания). Строил дизели 538T моторный завод в Оберне (штат Нью-Йорк), а с сентября 1949 года выпуск был налажен и на канадском MLW в Лондоне (провинция Онтарио). Шестицилиндровые дизели 539T производства ALCO ставились на тепловозы S-2, S-4, RS-1, RSC-1, RSD-1, DL-105, DL-107, DL-108, DL-109 и DL-110. Дизели производства MLW ставились на тепловозы S-2, S-4, S-7, S-12, RS-1, и RSC-13.
Помимо шестицилиндровых двигателей, фирма ALCO выпустила также восьмицилиндровую версию 539T, который мог развивать мощность от 1080 до 1300 л.с. (810—970 кВт). Такой дизель планировалось поставить на тепловоз DL-202, который должен был быть ответом тепловозам FT фирмы EMD. Однако восьмицилиндровые 539T так и не стали использоваться на локомотивах, а начали устанавливаться на морских судах и в станционных установках.
Специально для ВМС США, на базе 539-го был создан дизель 540T, который устанавливался на различных военно-морских судах: патрульных катерах, тральщиках, минзагах и буксирах.